# Кетрін Грівс
Кетрін Грівс (англ. Catherine Greves, нар. 2 вересня 1982, Лондон, Велика Британія) — британська веслувальниця, срібна призерка Олімпійських ігор 2016 року, чемпіонка Європи.

## Виступи на Олімпіадах
| Олімпіада   | Дисципліна                     | Місце |
| ----------- | ------------------------------ | ----- |
| Пекін 2008  | вісімка розстібна зі стерновим | 5     |
| Лондон 2012 | вісімка розстібна зі стерновим | 5     |
| Ріо 2016    | вісімка розстібна зі стерновим | 2     |

## Зовнішні посилання
- Профіль [Архівовано 12 Січня 2021 у Wayback Machine.] на сайті FISA.

1. ↑  Katie Greves